# Santi Cortés Carreres
Santi Cortés Carreres (el Puig, l'Horta Nord, 1954) és doctor en Filologia Catalana per la Universitat de València i catedràtic de l'IES Puçol.

## Carrera
Ha publicat articles i ressenyes a les revistes i diaris Afers, Caplletra, Caràcters, Daina, Eines, L'Espill, Estudis Baleàrics, Estudis de Llengua i Literatura Catalanes, Els Marges, Quaderns del Cercle, Laberintos, Saó, El Temps, El País. Ha rebut beques i ajudes a la investigació de la Institució Valenciana d'Estudis i Investigació (IVEI), de la Direcció General de Política Lingüística de la Generalitat Valenciana, de la Comissió Valenciana per a la Commemoració del V Centenari del Descobriment d'Amèrica, del Centre d'Història Contemporània de Catalunya, de l'Institut Interuniversitari de Filologia Valenciana, de les Càtedres Joan Fuster i Enric Soler Godes, de l'Acadèmia Valenciana de la Llengua, de la Biblioteca Valenciana i de la Fundació Ausiàs March, adscrita a Octubre Centre de Cultura Contemporània.
Ha pertangut al consell de redacció de Laberintos. Revista de estudios sobre los exilios culturales españoles. És membre de l'AILLC (Associació Internacional de Llengua i Literatura Catalanes). L'any 2003 rebé el Premi de la Crítica «Serra d'Or» de Recerca en Humanitats i el Premi de la Crítica de l'Institut Interuniversitari de Filologia Valenciana als Estudis Lingüístics i Literaris. L'any 2005 li fou atorgat el XIIé Premi Francesc Ferrer Pastor d'Investigació i el 2020 el Premi IEC de la Secció Filològica Marià Aguiló de Gramàtica Històrica i Història de la Llengua pel seu treball La filologia catalana al País Valencià (1902-1994) (inèdit).
Durant el 2006 fou comissari de l'Any Sanchis Guarner i el 2011 de l'exposició itinerant «Ensenyar Valencià en temps difícils».

## Obres
- El valencianisme republicà a l'exili. València: Comissió per al 5é Centenari del Descobriment d'Amèrica. Encontre de dos mons, Generalitat Valenciana, 1993. ISBN 84-482-0139-6.
- València sota el règim franquista (1939-1951). Repressió, instrumentalització i resistència cultural. València-Barcelona: Institut de Filologia Valenciana-Publicacions de l'Abadia de Montserrat, 1995.[5]
- Llengua i política, cultura i nació. Un epistolaria valencià durant el franquisme. València: Eliseu Climent, editor, 1997. ISBN 84-7502-5110
- Manuel Sanchis Guarner (1911-1981): una vida per al diàleg. València-Barcelona: Institut Interuniversitari de Filologia Valenciana-Publicacions de l'Abadia de Montserrat, 2002. ISBN 84-8415-413-0. Primera reimpressió 2013: ISBN 84-8415-413-0.[6]
- Ensenyament i resistència cultural. Els cursos de llengua de Lo Rat Penat (1949-1975). Paiporta (l'Horta Sud, País Valencià): Denes Editorial, 2006. ISBN 84-96545-16-4.[7]
- El compromís amb la cultura. La història de Tres i Quatre. València: Editorial Tres i Quatre, 2014.[8]
- Els anys fundacionals del Departament de Filologia Catalana de la Universitat de València (1975-1985). ISBN 978-84-697-4330-0

## Edicions
- Textos d'exili, de Joan Fuster. Edició, estudi introductori i selecció de Santi Cortés. Comissió per al 5é Centenari del Descobriment d'Amèrica. Encontre de dos mons, Generalitat Valenciana, 1991. ISBN 84-7890-631-2.
- L'exili valencià en els seus textos. Comissió per al 5é Centenari del Descobriment d'Amèrica. Encontre de dos mons, Generalitat Valenciana, 1995. ISBN 84-482-0997-4.
- El Puig de Santa Maria: una evocació de la Reconquesta, de Jesús Ernest Martínez Ferrando. Edició a cura de Santi Cortés. Fundació Pública Municipal per a la cultura i l'educació, Ajuntament del Puig de Santa Maria (l'Horta Nord, País Valencià), 1995. ISBN 84-920768-0-1. Segona edició, Paiporta (l'Horta Sud, País Valencià): Denes Editorial, 2009. ISBN 978-84-9276803-5.
- Correspondència 2. Agustí Bartra i altres noms de l'exili americà (1998), de Joan Fuster. Volum preparat per Santi Cortés. València: Eliseu Climent, editor, 1998. ISBN 84-7502-564-1 vol. 2.
- Lletres de resistència (1939-1981) (2005), de Manuel Sanchis Guarner. Edició a cura de Santi Cortés. Catarroja (l'Horta Sud)-Barcelona: Editorial Afers, 2005. ISBN 84-95916-35-5.
- Enric Soler i Godes: Una aproximació bibliogràfica (1923-1993). Nova antologia d'articles. Estudi preliminar, recopilació, selecció i notes de Santi Cortés. Castelló de la Plana: Universitat Jaume I, 2013. ISBN 978-84-8021-960-0.
- Ensenyar valencià en temps difícils. Homenatge a Enric Matalí i Timoneda. Benassal (l'Alt Maestrat, País Valencià): Fundació Carles Salvador-Institut d'Estudis Catalans, 2013. ISBN 978-84-940225-4-8.
- L'obra literària de Xavier Casp de l'època de Torre (1943-1966) vista pels seus coetanis. Paiporta (l'Horta Sud, País Valencià): Denes Editorial, 2016. ISBN 978-84-16473-04-5.
- La historia interna del Atlas Lingüístico de la Península Ibérica (ALPI). Correspondencia (1919-1976). Valencia: PUV, 2009. ISBN 978-84-370-7478-8

## Premis
- Premi de la Crítica «Serra d'Or» de Recerca en Humanitats (2003)[9]
- Premi de la Crítica de l'Institut Interuniversitari de Filologia Valenciana als Estudis Lingüístics i Literaris (2003)
- XIIé Premi Francesc Ferrer Pastor d'Investigació (2005)
- Premi IEC de la Secció Filològica Marià Aguiló de Gramàtica Històrica i Història de la Llengua (2020)